# Express AM8
Express AM8 ist ein Kommunikationssatellit der Russian Satellite Communications Company (RSCC) mit Sitz in Moskau. Er wird Express A4 ersetzen, der seit dem Juni 2002 im Betrieb ist.
Er wurde am 14. September 2015 mit einer Proton-Trägerrakete vom Raketenstartplatz Baikonur in eine geostationäre Umlaufbahn gebracht.
Der dreiachsenstabilisierte Satellit ist mit 28 C-Band, 20 Ku-Band und 3 L-Band Transpondern ausgerüstet und soll von der Position 14° West aus neben Russland auch Nord- und Südamerika und Europa mit digitalen Daten-, Rundfunk- und Fernsehsignalen versorgen. Der Satellit verfügt über drei 2,0 m, eine 1,6 m, eine 1,2 m Antennen. Er wurde auf Basis des Satellitenbus Express 1000NTW der Reshetnev gebaut und besitzt eine geplante Lebensdauer von 15 Jahren. Die Nutzlast wurde von Thales geliefert.